# 鄂豫皖苏区首府革命博物馆
鄂豫皖苏区首府革命博物馆，位于河南省信阳市新县首府路文博新村004号，是展示新县作为鄂豫皖苏区首府的革命历史的博物馆。

## 简介
1958年，新县建立新县革命烈士纪念馆。1979年，中共新县县委决定将烈士馆用房中的几间辟为新县革命历史陈列室。新县是当年鄂豫皖苏区的首府，留下了许多革命历史和革命文物，该陈列室不能满足展出要求。经中共河南省委、河南省人民政府批准并拨款，在新县创建鄂豫皖苏区首府革命博物馆，并由中华人民共和国主席李先念题写馆名。1985年10月25日奠基，1987年12月22日完工，1990年10月25日开馆。2002年5月17日，鄂豫皖苏区首府革命博物馆经过改造后重新开馆，并同时举行“爱国主义教育示范基地”揭牌仪式。2017年，鄂豫皖苏区首府革命博物馆被中国博物馆协会评为第三批国家一级博物馆。
鄂豫皖苏区首府革命博物馆为河南省内规模最大的县级革命博物馆，为仿古建筑，占地面积21000平方米，建筑面积2700平方米。内设7个展厅，展陈面积828平方米，分为基本陈列、专题陈列。基本陈列展示鄂豫皖苏区10年土地革命历史。专题陈列展示新县籍43位授衔将军、50位省军级干部的生平事迹。
鄂豫皖苏区首府革命博物馆藏品主要为革命文物，共407件，其中的壁书《中华苏维埃土地法大纲》是革命文物一级品。藏品主要分为：军事用品（如“列宁号”飞机、长矛、大刀、枪支、红军旗帜等）、文献资料（如党政机关的报告、法令、政策、标语、传单等）、烈士遗物、历史照片、其他文物（如各级苏维埃印章、钱币、收税凭单、收条、抚恤证、土地证等）。